# Бенецкий, Николай Францевич
Николай Францевич Бенецкий (1804—1852) — баснописец, учитель.

## Биография
Из дворян Витебской губернии. Окончил Императорский Московский университет (1825). После окончания университета до конца жизни занимался педагогической деятельностью: был учителем русского языка и чистописания в уездных российских училищах: Балтийско-Портском (1825), Вейсенштейнском (1826―1828) и Ревельском (1828―1836). В 1837 году, получив чин коллежского асессора, становится смотрителем осташковских училищ, затем училищ Вышнего Волочка (с 1838). В 1851 году в той же должности переведён в Поречское уездное училище.
Бенецкий ― автор единственного сборника «Басни и параболы» (1830), первого издания, вышедшего в Ревеле на русском языке. Печатался в ревельском журнале «Радуга» (1832), издававшемся А. И. Бюргером, но при негласном руководстве и участии М. Л. Магницкого, занимавшего резко негативную позицию по отношению к новейшей западной философии, науке и литературе. Басни Бенецкого, произвольно разделённые на «басни», «параболы» и «апологи», созданы в основном на оригинальные сюжеты. В отдельных баснях сборника («Индейский петух в русском курятнике», «Платиновый и аэростатический шары», «Мужик, собака и лошадь» и др.) сильна антизападная направленность. Бенецкий осуждает «страсть чужих обожать» («Пчёлы и шмели») , засилье «заморских статей» в журналах и т. д. Некоторые «параболы» (с ослабленной иносказательностью) приближаются к лирическим стихотворениям («Челнок», «Эолова арфа и кремонекая скрипка»).